# N856 (België)
De N856 is een gewestweg in de Belgische provincie Luxemburg. Deze weg vormt de verbinding tussen Marche-en-Famenne en Harsin.
De totale lengte van de N856 bedraagt ongeveer 8 kilometer.

## Plaatsen langs de N856
- Marche-en-Famenne
- Hollogne
- Harsin